# Ape Escape 2
Ape Escape 2 est un jeu vidéo de plate-forme sorti en 2002 sur PlayStation 2. Le jeu a été développé par SCE Japan Studio et édité par Sony Computer Entertainment.

## Synopsis
Ape Escape 2 reprend quelques personnages d'Ape Escape, nous présentant ainsi cette histoire :
Après la défaite de Specter dans le premier volet, le professeur élabore un téléporteur. Il demande à Hikaru (cousin de Spike) d'envoyer une cargaison de slip spéciaux, et de casques de singes. Hikaru se trompe sur les réglages de la machine, et fait exploser la cargaison, provoquant le retour des singes habillés ... et de Specter.
Natsumi et le professeur chargent alors le jeune Hikaru, accompagné de Pipotchi son petit singe ailé, de réparer les dégâts causés.
Au cours de son aventure, Hikaru devra se mesurer aux nouveaux pièges de Specter, comme des singes habillés de caleçons spéciaux, ou encore son armée secrète : les 5 Singes. Ces derniers représentent la garde spéciale de Specter, chargée d'arrêter le héros. Ils ont été nourris à la banane Vita-Z, une autre invention de Specter, afin d'augmenter leur force.

## Doublage

### Version française
- Hikaru : ?
- Pipotchi : ?
- Natsumi : ?
- Professeur : ?
- Kakeru : ?
- Singe bleu : Sébastien Desjours
- Singe jaune : Sébastien Desjours
- Singe rose : ?
- Singe blanc : ?
- Singe rouge : ?
- Specter : Sébastien Desjours

### Version originale
- Hikaru : Motoko Kumai
- Pipotchi : Omi Minami
- Natsumi : Tomoko Kawakami
- Professeur : Joji Yanami
- Kakeru : Fujiko Takimoto
- Singe bleu : Takahiro Sakurai
- Singe jaune : Shoto Kashii
- Singe rose : Miyuki Matsushita
- Singe blanc : Kenichi Ogata
- Singe rouge : Daisuke Gori
- Specter : Chika Sakamoto

## Accueil
- Jeux vidéo Magazine : 16/20[1]
- Jeuxvideo.com : 15/20[2]